# كرل بتسولد
كرل بتسولد (بالألمانية: Carl Bezold)‏ (1859 – 1922 م / ب دوناوفورت) هو مستشرق ألماني.
اشتهر في مجال علم الآشوريات ، كما نشر كتبا بالعربية والحبشية.